# Lebanon Motor Works
Lebanon Motor Works, vorher Upton Motor Company, war ein US-amerikanischer Hersteller von Automobilen.

## Unternehmensgeschichte
Colcord Upton verließ im Sommer 1903 die Beverly Manufacturing Company. Daraufhin gründete er in New York City die Upton Gear Company zur Herstellung von Getrieben. Er kam in Kontakt mit Milton H. Schnader von der Keystone Manufacturing Company. Am 30. Dezember 1904 gründeten die beiden die Upton Motor Company in Lebanon in Pennsylvania. 1905 begann die Produktion von Automobilen. Der Markenname lautete Upton. Bis August 1905 waren sieben Fahrzeuge entstanden. Dann kam es zur Umfirmierung in Lebanon Motor Works, woraufhin das Grundkapital von 5.000 auf 200.000 US-Dollar aufgestockt wurde. Im gleichen Jahr wurden weitere acht Fahrzeuge gefertigt. Im Januar 1906 wurde das Werk für einige Tage geschlossen, bis ein Anteilseigner weiteres Kapital investierte. 1906 wurden 33 Fahrzeuge verkauft.
Anfang 1907 kam zusätzlich ein kleineres Modell mit dem Markennamen Riviera auf den Markt, das Schnader entworfen hatte. Hoffnungen auf einen Vertrag zur Herstellung von 700 Taxis für New York City erfüllten sich nicht. 1907 endete die Produktion.
Es gab keine Verbindung zur Upton Automobile Company, die 1914 den gleichen Markennamen verwendete.

## Fahrzeuge

### Markenname Upton
1905 gab es den 30 HP. Er hatte einen Vierzylindermotor von der Continental Motors Company. Er war mit 30 PS angegeben. Das Fahrgestell hatte 254 cm Radstand. Der Aufbau war ein offener Tourenwagen mit fünf Sitzen. Der Neupreis betrug 2500 Dollar. Eine Quelle nennt Kettenantrieb.
1906 folgte der 40 HP. Sein Vierzylindermotor hatte 123,825 mm Bohrung, 127 mm Hub und 6117 cm³ Hubraum. Er leistete 40 PS. Der Radstand betrug 277 cm. Auch dieses Modell war als fünfsitziger Tourenwagen karosseriert. Eine Quelle nennt Kardanantrieb. Im gleichen Jahr entstand als Einzelstück ein Fahrzeug mit zwei Vierzylindermotoren für einen Käufer aus Rhode Island.
1907 änderte sich nichts.

### Riviera
Das Model B hatte einen Zweizylindermotor mit Wasserkühlung. Jeweils 127 mm Bohrung und Hub ergaben 3217 cm³ Hubraum. Die Motorleistung von 20 PS wurde über ein Zweigang-Planetengetriebe und eine Kardanwelle an die Hinterachse übertragen. Der Radstand maß 269 cm. Einzige Karosserieform war ein Tourenwagen mit fünf Sitzen.

## Modellübersicht
| Jahr      | Marke   | Modell  | Zylinder | Leistung (PS) | Radstand (cm) | Aufbau               |
| --------- | ------- | ------- | -------- | ------------- | ------------- | -------------------- |
| 1905      | Upton   | 30 HP   | 4        | 30            | 254           | Tourenwagen 5-sitzig |
| 1906–1907 | Upton   | 40 HP   | 4        | 40            | 277           | Tourenwagen 5-sitzig |
| 1907      | Riviera | Model B | 2        | 20            | 269           | Tourenwagen 5-sitzig |